# Findo Gask (Civil Parish)

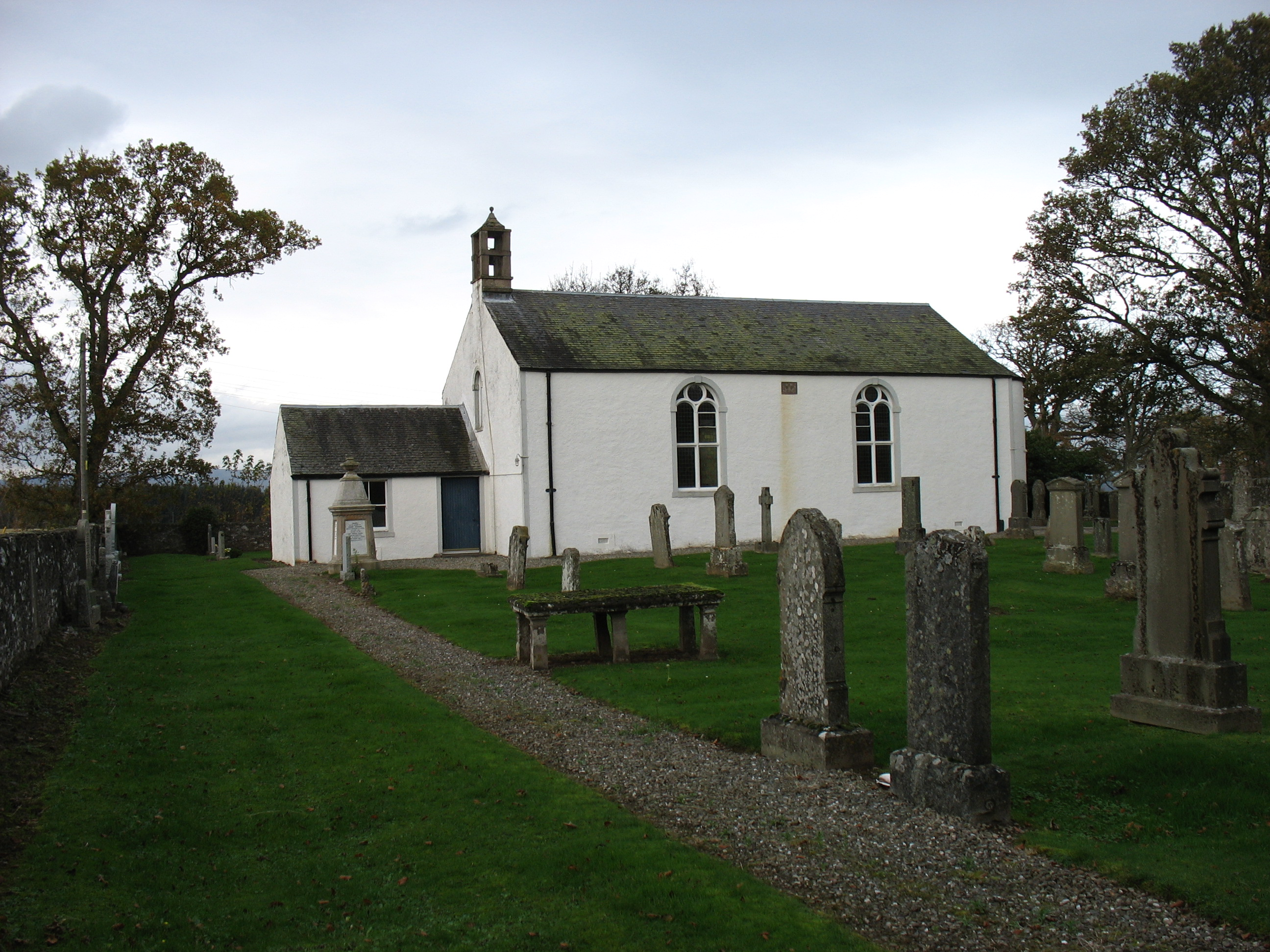
Die alte Pfarrkirche von Findo Gask

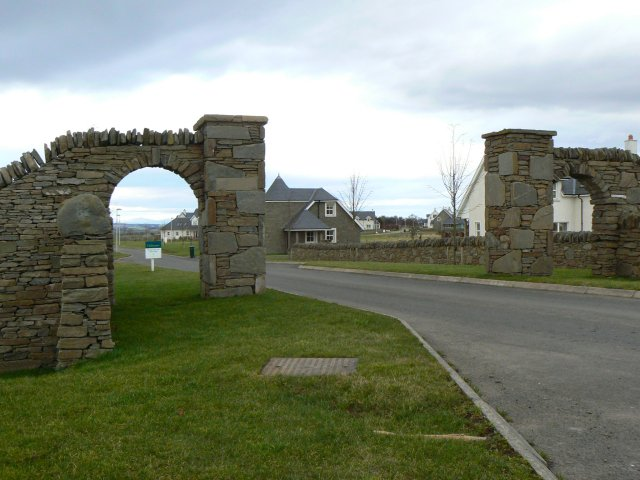
Nachgebildete Torbögen der Römer

Findo Gask ist eine historische Verwaltungseinheit (Civil Parish) im Norden von Schottland. Vom Typ her handelt es sich um eine Gemeinde. Sie lag nordöstlich von Auchterarder, südöstlich von Crieff und westlich von Perth in der heutigen Region Perth and Kinross. In Bezug auf die traditionellen Grafschaften zählte Findo Gask zu Perthshire. Sechs weitere Civil Parishes liegen angrenzend: Dunning, Forteviot, Madderty, Methven, Tibbermore und Trinity Gask.
Das Gebiet des Civil Parishes ist flach, dünn besiedelt und mit mehreren Wäldern bestanden. Der River Earn bildet die südliche, das Pow Water die nördliche Grenze.
Zu den Ortschaften zählen das namensgebende Findo Gask sowie Balgowan, Clathy, Clathymore, Gask und Newmiln. Überregional bekannt sind das Landschloss Gask House sowie archäologische Reste römischer Befestigungsanlagen, die das Gebiet als Teil des Gask Ridges durchzogen.
Die Orte des Civil Parishes kamen Ende des 20. Jahrhunderts an die Community Council Area Methven and District.